# Keith Tapia
Keith Tapia (* 29. September 1990 in der Bronx, New York, USA) ist ein puerto-ricanischer Boxer im Cruisergewicht.

## Amateurkarriere
Bei den Amateuren trat Tapia im Schwergewicht an und errang bei den in Istanbul stattfindenden Kadetten-Weltmeisterschaften im Jahre 2006 eine Bronzemedaille, dabei gewann er unter anderem gegen den Türken Denizcan Gokkaya mit 12:9 Richterstimmen nach Punkten und unterlag im Halbfinale dem Russen Vitali Kudukhov, der das Turnier dann auch gewann, mit 15:10 Richterstimmen.
Im darauffolgenden Jahr nahm Tapia abermals an den Kadetten-Weltmeisterschaften, die diesmal in Baku ausgetragen wurden, teil. Dort eroberte er dieses Mal die Goldmedaille. Dabei bezwang er Joseph Arguello aus den USA sowie Rashad Abdullayev aus Aserbaidschan jeweils nach Punkten und Sergey Smolin aus der Ukraine vorzeitig in Runde 3.

## Profikarriere
Der Normalausleger gab sein Debüt als Profi erfolgreich im Jahr 2011 mit einem Sieg durch technischen Knockout in der 1. Runde gegen seinen Landsmann Andrew Kuilan.
Seine erste und bisher einzige Niederlage musste Tapia am 13. Mai 2016 um den vakanten NABF-Titel hinnehmen, als er in einem auf 10 Runden angesetzten Fight gegen Andrew Tabiti klar unterlegen war.
Im September 2017 meldete sich Tapia jedoch mit einem klaren und einstimmigen Punktsieg über den Nigerianer Lateef Kayode zurück.